# Handbooghof

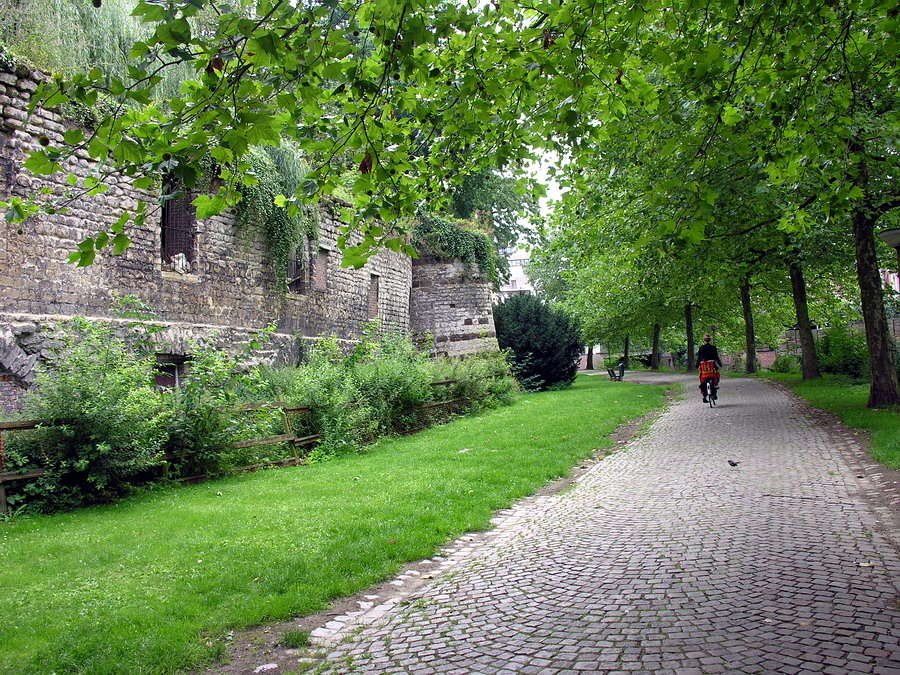
Handbooghof

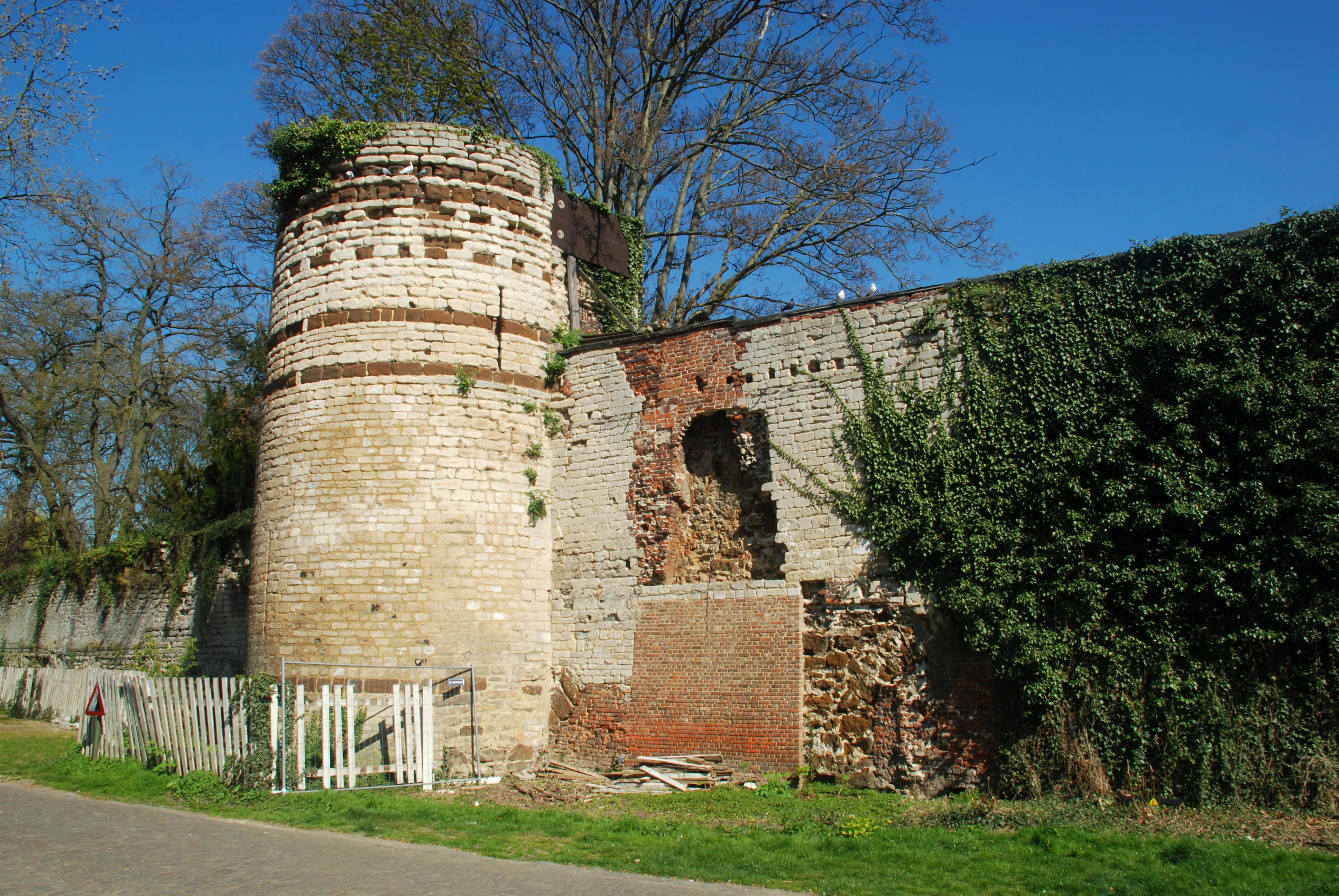
12e-eeuwse stadsmuren

De Handbooghof is een wandelweg in het centrum van Leuven (België). 
De Handbooghof loopt van de Brusselsestraat naar de Brouwersstraat. Het pad loopt zo langsheen de rivier de Dijle en de eerste stadsomwalling, die dateert van de 12e eeuw. Dit bouwwerk is beschermd. Meer bepaald liep het pad in de middeleeuwen tussen de Biestpoort (Brusselsestraat), een poort in de stadswal, tot de Minnepoort (Brouwersstraat), de volgende poort in de stadswal.
De naam Handbooghof komt van hof of tuin van de gilde van Sint-Sebastiaan, ook gekend als de gilde der kruisboogschutters of arbalesters. Om veiligheidsredenen konden de kruisboogschutters rustig oefenen in deze afgesloten tuin. De toegang tot de tuin was vroeger afgemaakt met een muurtje.
Aan de Brusselsestraat stond het gildehuis van Sint-Sebastiaan van 1482 tot 1953. Aan de Brouwersstraat had de gilde een tuin gekocht (1736) zodat het pad er breder werd. De oefeningen vonden plaats tot de gilde verdween met het Frans bestuur in Leuven (1795).
Een deel van de oude stadsmuur werd na de middeleeuwen geïncorporeerd in het gebouw van de brouwerij De Hopbloem. De hele wandelweg is beschermd landschap.
De Vlaamse minister van onroerend erfgoed Geert Bourgeois maakte 1.359.625,81 euro vrij voor de restauratie van de relicten.